# Хименес
Вижте пояснителната страница за други значения на Хименес.
Химѐнес (на испански: Jiménez) е град в щата Чиуауа, северно Мексико. Населението му е около 34 000 души (2010).
Разположен е на 1380 метра надморска височина на Мексиканското плато, на 76 километра източно от Парал и на 200 километра югоизточно от град Чиуауа. Селището е основано през 1753 година, а от 1826 година носи името на героя от Войната за независимост Хосе Мариано Хименес.

## Известни личности
Родени в Хименес
- Хулиан Солер (1907 – 1977), режисьор